# 1198

## Esdeveniments
- Una butlla del Papa Urbà II confirma que tota la Vall d'Andorra esdevé una possessió de l'església d'Urgell[1]

## Necrològiques
- 1 de setembre - Coïmbra: Dolça de Barcelona, infanta d'Aragó i reina consort de Portugal (n. 1160).[2]
- 10 de desembre - Marràqueix (el Marroc): Averroes, filòsof andalusí.